# Enzo Fabbri
Enzo Fabbri (Rimini, 18 luglio 1920 – 17 luglio 1991) è stato un calciatore italiano, di ruolo portiere.

## Carriera
Cresciuto nel Torino, debuttò in Serie B nella stagione 1946-1947 con la Pro Vercelli, disputando 37 gare.
L'anno successivo si trasferì allo Spezia con cui giocò per altri quattro anni in Serie B, collezionando complessivamente 106 presenze.